# Boesenbergia regalis
Boesenbergia regalis là một loài thực vật có hoa trong họ Gừng. Loài này được Kharuk. & Tohdam mô tả khoa học đầu tiên năm 2003.